# Temporada 2000 del Campeonato de Galicia de Rally
La temporada 2000 fue la edición 22º del Campeonato de Galicia de Rally. Comenzó el 4 de marzo en el Rally do Cocido y terminó el 18 de noviembre en el Rally de Noia.

## Calendario
| N.º | Fecha            | Rally                       | Resultados |
| --- | ---------------- | --------------------------- | ---------- |
| 1   | 4-5 de marzo     | 5.º Rally do Cocido - Lalín | Resultados |
| 2   | 6 de mayo        | 13.º Rally Narón Indunor    | Resultados |
| 3   | 27 de mayo       | 14.º Rally Botafumeiro      | Resultados |
| -   | 8 de julio       | 33.º Rally do Lacón         | Suspendido |
| 4   | 26 de agosto     | 9.º Rally do Albariño       | Resultados |
| 5   | 23 de septiembre | 31.º Rally de Ferrol        | Resultados |
| 6   | 14 de octubre    | 22.º Rally San Froilán      | Resultados |
| 7   | 18 de noviembre  | 17.º Rally de Noia          | Resultados |

## Clasificación
| Pos. | Piloto            | 1 COC | 2 NAR | 3 BOT | 4 ALB | 5 FER | 6 LUG | 7 NOI | Ptos. |
| ---- | ----------------- | ----- | ----- | ----- | ----- | ----- | ----- | ----- | ----- |
| 1.   | Germán Castrillón | 2     | 1     | 2     | 1     | 2     | 1     |       |       |
| 2.   | Manuel Senra      | 1     | Ret   | 1     | EXC   | 1     | 3     | 1     |       |
|      | Roberto Blach     |       | 2     | 4     |       |       | 4     |       |       |
|      | Ramón Santiso     | 3     | Ret   | 2     |       |       |       |       |       |
|      | Fernando Rico     |       | 3     | 5     | 3     |       | 7     | 3     |       |
|      | Julio Doce        |       |       |       |       | 3     | 5     | 2     |       |
|      | Víctor Magariños  |       | Ret   | 3     | 2     | 5     | Ret   |       |       |
|      | Pedro Burgo       |       | 6     |       |       |       | Ret   |       |       |